# لازلو الثالث ملك المجر
لازلو الثالث ملك المجر (1200-7 مايو 1205) كان ملك مملكة المجر وكرواتيا في الفترة بين 1204 حتى 1205.